# ثينيس
ثينيس أو تجينو باللغة المصرية القديمة عاصمة السلالات الأولى لمصر القديمة. لم يتم اكتشاف ثينيس حتى الآن، لكن وجدها موثقاً بشكل جيد من قبل الكتاب القدماء، بما في ذلك المؤرخ الكلاسيكي مانيثو الذي يستشهد به كمركز للكونفدرالية - وهو كونفدرالي قبلي كان زعيمه مينيس (أو نارمر) - موحد مصر وكان أول فرعون. بدأ تانيس انحدارًا حادًا في الأهمية من سلالة ديناستي الثالثة، عندما تم نقل العاصمة إلى ممفيس التي اعتقدت أنها أول عاصمة حقيقية ومستقرة بعد توحيد مصر القديمة من قبل مينيس، وهذا على الرغم من قوة المدينة الجنوبية ثينيس وملوكها . موقعها على حدود الأسر المتناحرة
بسبب تراثها القديم ظلت ثينيس مركزاً دينيًا مهماً يضم قبر ومومياء الإله الإقليمي. في علم الكونيات الديني المصري القديم، كما رأينا (على سبيل المثال) في كتاب الموتى، لعبت ثينيس دورا كمكان أسطوري في الجنة.
على الرغم من أن الموقع الدقيق لثينيس غير معروف، إلا أن إجماع علماء المصريات قد وضعها على مقربة من أبيدوس القديمة و جرجا الحديثة .

## الاسم والموقع
مشتق اسم Thinis (باليونانية: Θίνις) من استخدام Manetho لصفة Thinite لوصف الفرعون وعلى الرغم من أن كلمة Thinis المقابلة لا تظهر باليونانية، وهو الاسم الأكثر شعبية بين علماء المصريات.

## التاريخ
على الرغم من أن موقع ثينيس الأثري لم يتم تحديده أبداً، فقد تبين أن تركيز السكان في منطقة أبيدوس - ثينيس يرجع إلى الألفية الرابعة قبل الميلاد. كما ورد ذكر ثينيس كأقدم موقع دفن ملكي في مصر.
وفي مرحلة مبكرة تنازلت مدينة أبيدوس عن مكانتها السياسية إلى ثينيس، وعلى الرغم من أن أبيدوس ستستمر في التمتع بأهمية دينية عليا، إلا أنه لا يمكن فهم تاريخها ووظائفها بدون الرجوع إلى ثينيس. يتم أخذ دور ثينيس كمركز لكونفدرالية ثينايت (أو سلالة) وفي فترة الأسرات المبكرة (تحديدًا الأسرة الثانية والأسرة الثانية) مأخوذاً من مانيتو، ويبدو، وفقًا لويلكنسون (2000) ، لتأكيدها من قبل المقابر الملكية الثانية والأسرة الراحلة الثانية في أبيدوس، المقبرة الإقليمية الرئيسية.